# Canquelifá
Canquelifá (również Canquelefa) – wieś w Gwinei Bissau, w regionie Gabú.
Wieś jest położona na terenie sawanny, tutejsza ludność wywodzi się z grupy etnicznej Fulbe i zajmuje się głównie hodowlą bydła.

## Historia
Podczas trwającej od 1963 do 1974 portugalskiej wojny kolonialnej w położonej na odludziu wsi zlokalizowano siedzibę dowództwa, stacjonowała tu kompania CART2439 portugalskiego batalionu artyleryjskiego nr 1913. W kwietniu 1974 ruch niepodległościowy bojowników Afrykańskiej Partii Niepodległości Gwinei i Wysp Zielonego Przylądka przypuścił trwający kilka dni atak. Sprowadzenie tu Batalhão de Comandos da Guiné zakończyło atak, który jest uznawany za ostatnią bitwę portugalskich sił zbrojnych na terenie Gwinei Bissau. Po rewolucji goździków 10 września 1974 uznano niepodległość Gwinei Bissau.